# Suzuki GSX 750F
Suzuki GSX 750F je sportovně cestovní motocykl, vyvinutý firmou Suzuki. Byly vyráběny postupně tři verze: od roku 1983 do roku 1988 verze GR72A, dále od roku 1989 do roku 1997 verze GR78A, a v letech 1998–2002 verze AK11.
Díky slušné ochraně před větrem a sedlu s velkorysou nabídkou prostoru je motocykl vhodný na dlouhé cesty. Hodí se i pro sportovní jízdu, protože silný řadový čtyřválec (do roku výroby 1997 s výkonem 100 k, potom 92 k) i stabilní podvozek s mnohostranným nastavením dovolují na okruhu razantní styl. Vzhledem ke vzpřímené pozici řidiče ale nelze očekávat žádné skvělé časy.

## Technické parametry
- Rám: dvojitý kolébkový ocelový
- Suchá hmotnost: kg
- Pohotovostní hmotnost: 231 kg
- Maximální rychlost: 223 km/h
- Zrychlení 0–100 km/h: 4,1 s
- Spotřeba paliva: 6,3 l/100 km